# Universidade de Estrasburgo
A Universidade de Estrasburgo tem sua origem no Gymnasium, instituição de confissão protestante fundada em Estrasburgo por Jean Sturm em 22 de março de 1538 e que adquiriu o status de universidade em 1621. Em 1681 foi ocupada pelo Rei da França e foi ajuntada à França. Em 1871 foi fundada de novo pelos alemães, com o nome Universidade Imperador Guilherme. Em 1919, depois da Primeira Guerra Mundial, a universidade tornou-se francesa de novo e todos os cursos desde então passaram a ser em francês.
Em 2007 tinha 48 500 estudantes. Desde 1970 está dividida em três universidades especializadas, às quais se acrescentam oito grandes escolas. As universidades são:
- Universidade Louis Pasteur (Strasbourg I – ciências naturais)
- Universidade Marc Bloch (Strasbourg II – letras e ciências sociais / humanas)
- Universidade Robert Schuman (Strasbourg III – direito, politica, administração e economia)